# Lorenzo Milans del Bosch
Pour les articles homonymes, voir Milans del Bosch et Llorenç.
Lorenzo Milans del Bosch y Mauri, né à Reus le 4 septembre 1811 et mort à Madrid le 20 janvier 1878, est un militaire espagnol.

## Biographie
Fils du militaire Francisco Milans del Bosch, il participe à la Première Guerre carliste en Catalogne, dans le camp des partisans d'Isabelle. Ami personnel du général Prim, il participe aux soulèvements qui aboutissent à la chute de Baldomero Espartero en 1843 et à la fin de la Régence de ce dernier. En 1843 il est élu député au Congrès pour la circonscription de Barcelone,.
En 1861 il participe avec Prim à l'expédition franco-anglo-espagnole au Mexique, et négocie avec le président Benito Juárez la fin de son intervention.
Toujours accompagné de Prim et avec le soutien de la flotte anglaise, il est partisan d'un retour en Espagne et d'abandonner la lutte pour le maintien sous contrôle de ces terres lointaines. Il participe au soulèvement de Villarejo de Salvanés, qui échoue et s’exile au Portugal avec Prim, le meneur de l’insurrection. Il se rend ensuite en France, en Italie, en Angleterre et en Belgique. Depuis l’étranger, il apporte son soutien à la Révolution de 1868 qui met fin au règne d'Isabelle II.
Durant le Sexenio Democrático, il est capitaine général de Castille, et se retire de la vie militaire durant la Restauration bourbonienne,.